# Ільцен (район)
Ільцен (нім. Uelzen) — район у Німеччині, у складі федеральної землі Нижня Саксонія. Адміністративний центр — місто Ільцен.

## Населення
Населення району становить 92 894 осіб (станом на 31 грудня 2021).

## Адміністративний поділ
Район складається з одного міста і 24 громад (нім. Einheitsgemeinden), об'єднаних у 4 об'єднання громад (нім. Samtgemeinden), а також одного самостійного міста і однієї самостійної громади.
Дані про населення наведені станом на 31 грудня 2021. Зірочками (*) позначені центри об'єднань громад.
Самостійні громади:
1. Біненбюттель (6792)
2. Ільцен (місто) (33629)

| Об'єднання громад: - 1. Ауе (12445) 1. Бад-Бодентайх (3775) 2. Врештедт * (6377) 3. Зольтендік (1038) 4. Людер (1255) - 2. Бефензен-Ебсторф (26536) 1. Альтенмедінген (1437) 2. Бад-Бефензен (місто) * (9400) 3. Барум (756) 4. Весте (941) 5. Врідель (2322) 6. Ганштедт (929) 7. Гімберген (1690) 8. Ебсторф (5387) 9. Еммендорф (707) 10. Єльмсторф (750) 11. Натендорф (724) 12. Ремштедт (802) 13. Швінау (691) | - 3. Роше (6625) 1. Етцен (1142) 2. Зулендорф (2408) 3. Рецлінген (465) 4. Роше * (2041) 5. Штетце (569) - 4. Зудербург (6867) 1. Аймке (828) 2. Гердау (1414) 3. Зудербург * (4625) |